# Playing With Fire
「Playing With Fire」（プレイング ウィズ ファイア）は、西島隆弘のソロ名義「Nissy」の5thシングル。2015年12月24日に発売。mu-moショップ限定発売。

## 収録曲

### CD
1. Playing With Fire [4:34]
（作詞：宏実 / 作曲：T-SK・MoonChild・SIRIUS）
2. Playing With Fire（instrumental）[4:34]

### DVD
1. Playing With Fire Music Video（オフショットエンドロール付き）
2. Playing With Fire メイキング映像
3. 特典映像

### 特典
1. Playing With Fire フォトブック全24ページ＋1ページ魔法で追加
2. Nissy Candle～甘い香り♡～